# トゥプクスアラ
トゥプクスアラ（学名: Tupuxuara）は、白亜紀前期に生息していた翼指竜亜目の翼竜。南米で発見された初めての歯の無い翼竜である。
学名はブラジル先住民であるトゥピ族の言葉で「使い魔」を表す男性名詞からとられている。

## 形態・生態

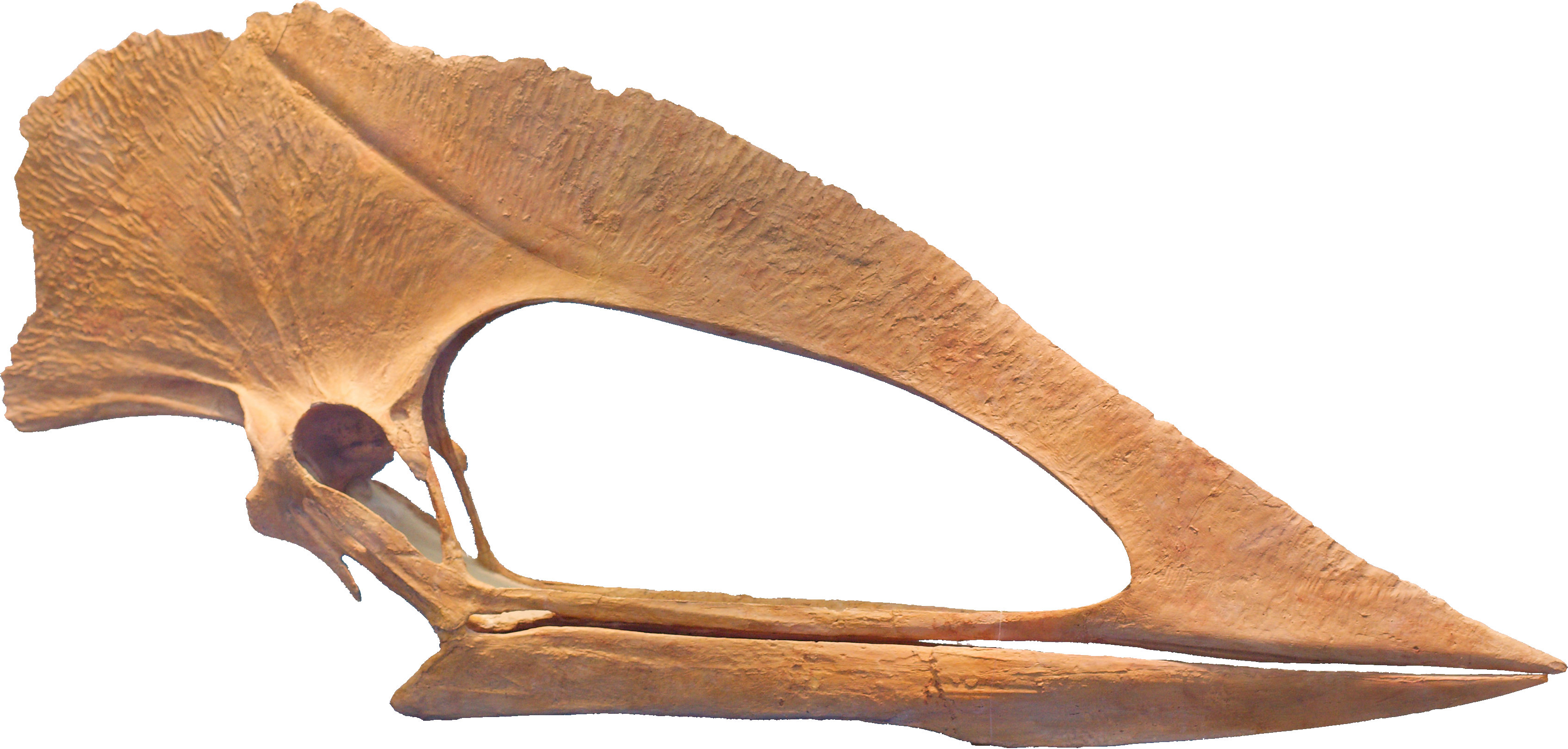
トゥプクスアラの頭骨。大きな開口部が鼻前眼窩窓、その左が眼窩。

翼開長はおよそ5-6m、同時代のアラリペ産翼竜の中では比較的大型の翼竜である。長さが900mm近くにもなる頭蓋骨は最も特徴的な部分で、巨大な鼻前眼窩窓（外鼻孔と前眼窩窓が一体化した開口部）の後方に小さな眼窩が押しやられている。
幅は側偏していて狭い一方で非常に丈が高く、主に前顎骨からなる大きな鶏冠が吻部から後頭部にかけて伸びているために全体的に三角形の側面形をしている。この鶏冠は、生存時には軟組織の膜によってさらに大きな物になっていたとする復元もあり、体温調節や性的ディスプレイに用いられたという説が出されている。

## 分布
最初の2種はともにブラジル北西部のセアラ州、アラリペ台地のサンタナ累層から発見された。サンタナ累層から出る化石は、石灰質ノジュールにくるまれているため圧縮を受けずに三次元構造が保たれたまま見つかることで有名だが、トゥプクスアラの化石もそのようなノジュールから発見されている。
また、テキサス州のマーストリヒト期（白亜紀の最終期）のジャヴェリナ累層から発見され、ケツァルコアトルスの化石とされていた化石が、本属もしくは本属の近縁種の化石ではないかと指摘されている。それが事実だった場合、生息年代が拡大すると同時に分布域は北米にまで広がることとなる。

## 分類

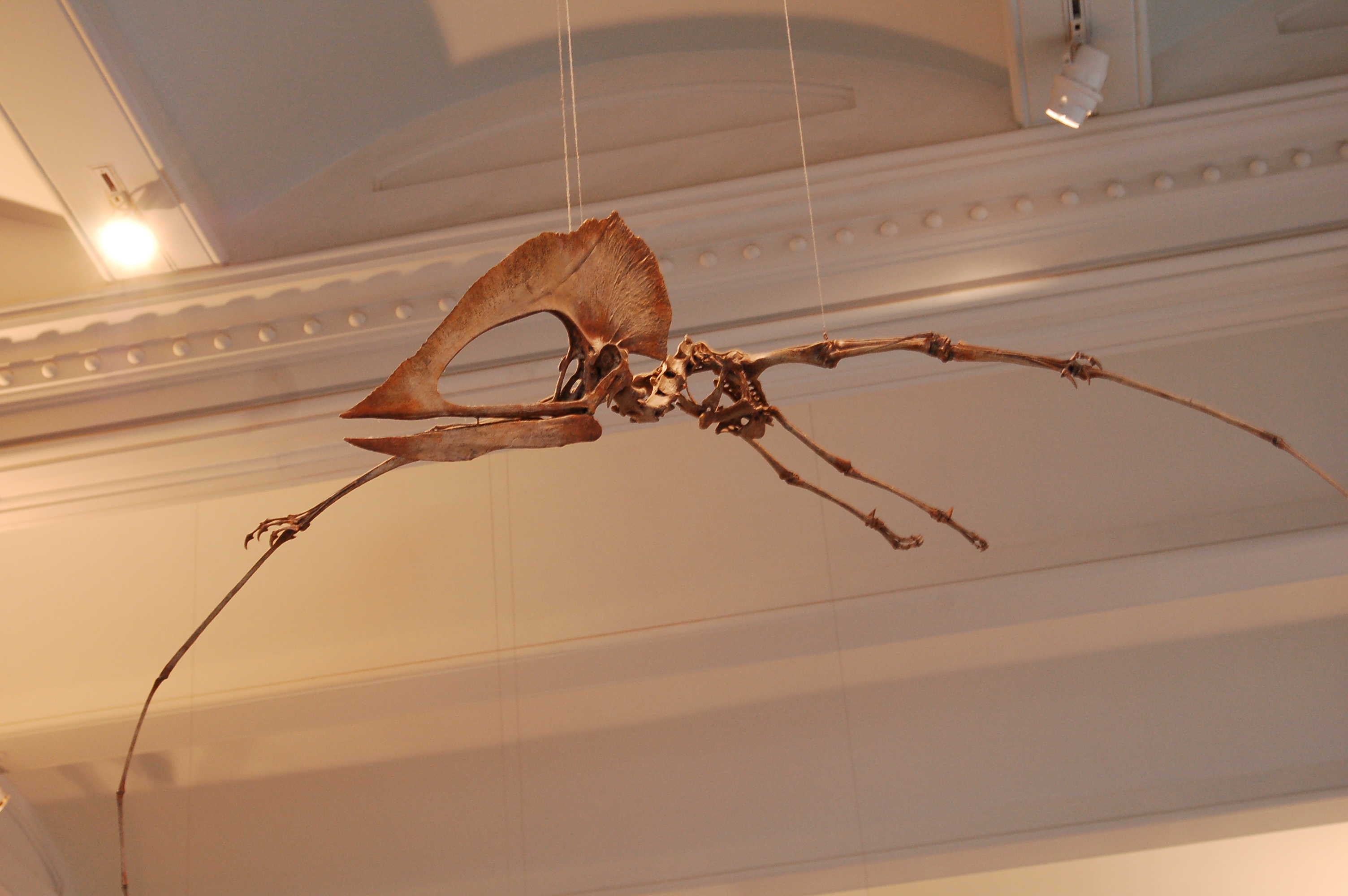
T. leonardii の骨格（アメリカ自然史博物館）

発見当初は、翌年に発見されたタペヤラとの共通点（大きな鼻前眼窩窓、無歯、鶏冠、側偏した頭骨など）から新設されたタペヤラ科に含められていたが、より完全な骨格が発見されると独自のトゥプクスアラ科に含められるべきだという意見が出されている。タペヤラ科、トゥプクスアラ科はケツァルコアトルスを含むアズダルコ科などとともにアズダルコ上科を形成すると考えられている。

### 構成種
Tupuxuara longicristatus Kellner & Campos, 1988
本属の模式種。模式標本は同一個体に属する頭蓋骨前半部、右第1-4中手骨、右第1翼指骨、左第4中手骨、左第1翼指骨、などからなる。種小名の longicristatus はラテン語で「長い鶏冠を持つ（longus =長い・cristatus =とさか(crista)のある）」という意味。
Tupuxuara leonardii Kellner & Campos, 1994
1994年に記載された本属2番目の種。模式標本は前顎骨・上顎骨・口蓋骨からなる頭蓋骨前半部。種小名の leonardii はブラジルの古脊椎動物学に多大な貢献をしたジュゼッペ・レオナルディ (Giuseppe Leonardi) に献名されたものである。